# Långtjärnen (Tuna socken, Medelpad)
Långtjärnen är en sjö i Sundsvalls kommun i Medelpad och ingår i Ljungans huvudavrinningsområde. Sjön har en area på 0,0769 kvadratkilometer och ligger 290,4 meter över havet.

## Delavrinningsområde
Långtjärnen ingår i det delavrinningsområde (691333-155393) som SMHI kallar för Inloppet i Väster-Rännöbodsjön. Medelhöjden är 221 meter över havet och ytan är 25,98 kvadratkilometer. Räknas de 6 avrinningsområdena uppströms in blir den ackumulerade arean 45,72 kvadratkilometer. Rännöån som avvattnar avrinningsområdet har biflödesordning 2, vilket innebär att vattnet flödar genom totalt 2 vattendrag innan det når havet efter 31 kilometer. Avrinningsområdet består mestadels av skog (91 procent). Avrinningsområdet har 0,14 kvadratkilometer vattenytor vilket ger det en sjöprocent på 0,5 procent.